# Organillo

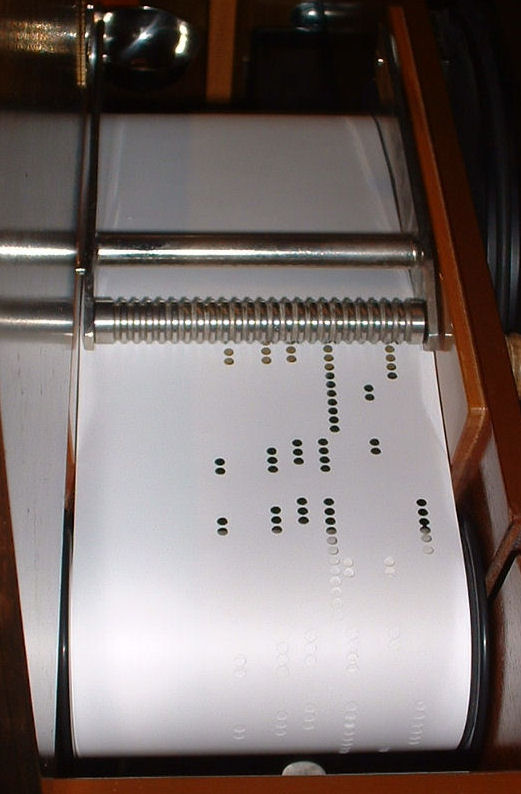
Rodillo de música para colocar en el cilindro de un organillo de viento. Cada orificio marca la posición de una nota: mientras que el rodillo pasa sobre las válvulas, los agujeros permiten que el aire pase a través y que suene una de las flautas del órgano.

El organillo es un instrumento musical mecánico y portátil inventado en Italia en el siglo XVIII. Fue perfeccionado en Alemania durante el siglo XIX por migrantes Italianos. A principio del siglo XX, era ya popular en sus diferentes modelos en Francia, Países Bajos, España e Inglaterra principalmente.
Es un instrumento que puede ser accionado mediante una manivela. Para producir música solo hace falta girar un manubrio que hace mover sobre su eje a un cilindro que contiene unas púas de diferentes formas y tamaños. En el modelo Español, unos macillos repercuten en las cuerdas de piano que se sitúan en el interior de un cajón haciéndolas sonar. También existen otros modelos, sobre todo en Francia y Alemania, que tienen tubos y serían de viento (como el de la ilustración). Cada rodillo solía tener 10 temas diferentes. En los instrumentos modernos la selección de la pieza se efectúa mediante una varilla con muescas, cada una corresponde a una partitura.
Por su facilidad de manejo, fue un instrumento popular que convivió con el piano e incluso con los gramófonos, sustituyéndolos en las fiestas populares. Era un instrumento tradicional en las verbenas de Madrid, en algunas de las cuales aún se utiliza. 
En 2007 la UNESCO inscribió en la Lista Representativa de Cultura Intangible de la Humanidad la fabricación de Órganos Alemanes, incluidos los Organillos. Tras esta declaratoria la fabricación tradicional de estos instrumentos se reactivo en Alemania. En la actualidad la fabricación de estos instrumentos se continua realizando en Chile, México, Países Bajos y Francia. 

## Organito

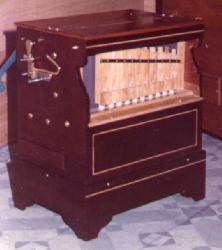
Típico organito porteño. Fabricación La Salvia Hnos.- Industria Argentina. Este modelo posee 19 teclas y 8 melodías por cilindro. El año de fabricación (de esta unidad) es 1979.

En Argentina, Chile, Uruguay y otros países de Iberoamérica se lo llama organito, y puede considerarse uno de los difusores del tango en sus orígenes, apareciendo con frecuencia en la temática del tango, como ocurre en El porteñito, Organito de la tarde, Ventanita de arrabal y El último organito. Esta denominación se aplicó tanto a los pequeños y portátiles organitos callejeros como a los grandes órganos mecánicos que se emplazaban en "calesitas", parques de diversión o lugares de baile. Se diferencia del organillo en que además tiene tubos sonoros o flautas y un teclado que es accionado por el cilindro, permitiendo el paso de aire para las diferentes notas. El aire es generado por fuelles que se accionan simultáneamente con el cilindro mediante la rotación del manubrio. El organito, al igual que el órgano es un instrumento aerófono.
Escritores argentinos como Jorge Luis Borges o Ernesto Sabato lo incluyeron en su obra con esa denominación, si bien Evaristo Carriego, que los precedió cronológicamente, permaneció apegado a la palabra "organillo". Ya en el siglo XXI, el escritor hispano-argentino Andrés Neuman lo incluye en El viajero del siglo, ganadora del Premio Alfaguara de Novela en 2009.

## Organilleros

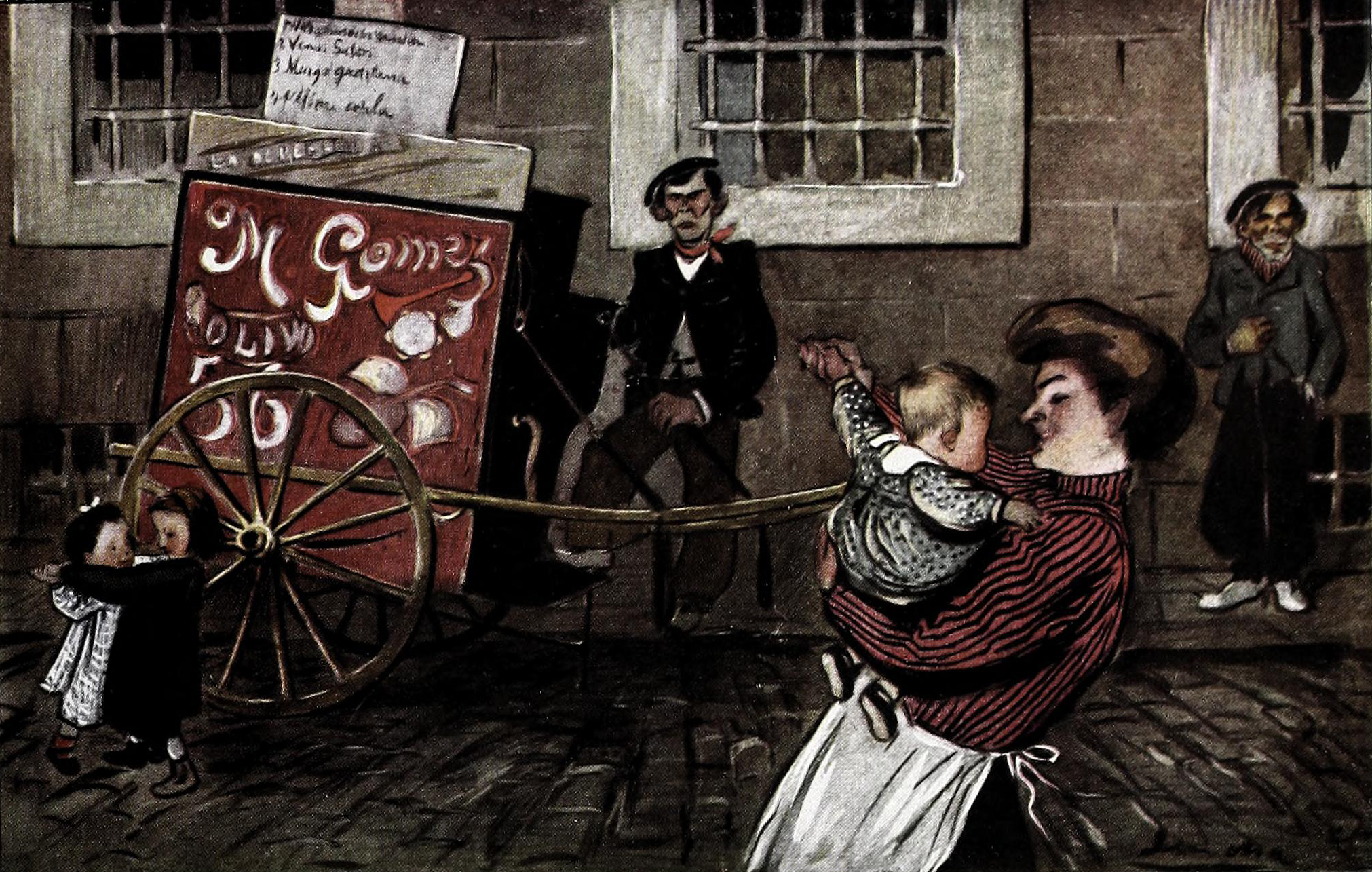
«El organillo» por Sancha

Antonio Apruzzese (1906-1995), apodado el as del organillo, fue un constructor de organillos, hijo de Luis Apruzzese, ‘lutier’ italiano de Caserta al que se considera introductor del organillo en Madrid (No en España ya que ese honor le corresponde a su compatriota Pedro Pombia natural de Novara Italia, que ya lo había introducido una década antes en Barcelona ganando una medalla de plata en la exposición internacional celebrada en Barcelona en el año 1888 y diploma de honor en Londres un año después). Autor de numerosas grabaciones interpretadas al organillo con selecciones populares de chotis, pasodobles, temas de zarzuela y canciones. Participó con el realizador Marco Ferreri en la música de la película El pisito.
En las calles de Berlín, Alemania, aún unos cuantos organilleros recorren la ciudad con estos instrumentos. Sin Embargo, es en la Ciudad de México y Santiago de Chile donde más instrumentos son tocados. En la explanada del Palacio de Bellas Artes de la Ciudad de México siempre se encuentra un organillero tocando, así como en la calle peatonal Madero, la más transitada México. 

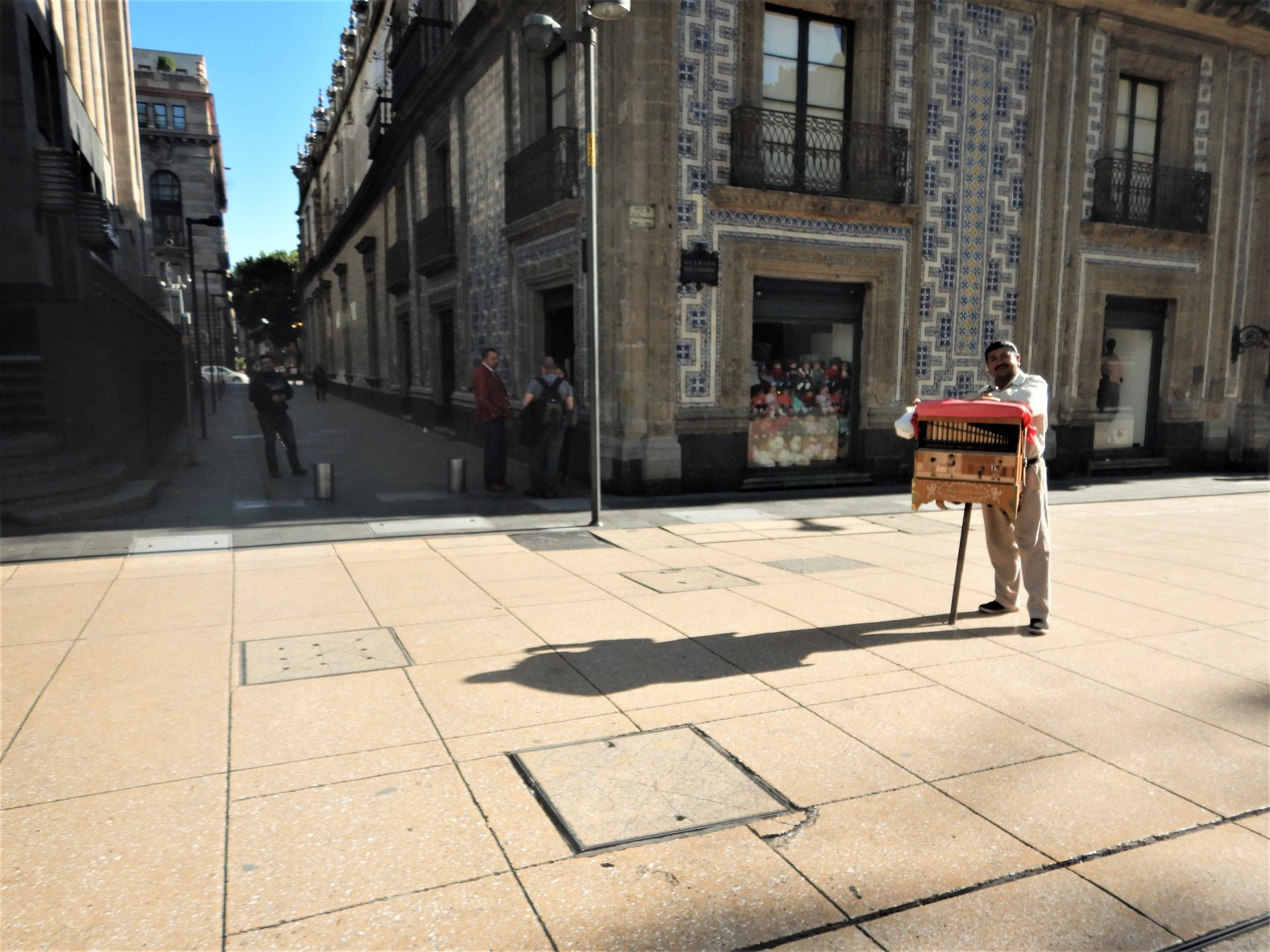
Organillero en Calle Madero

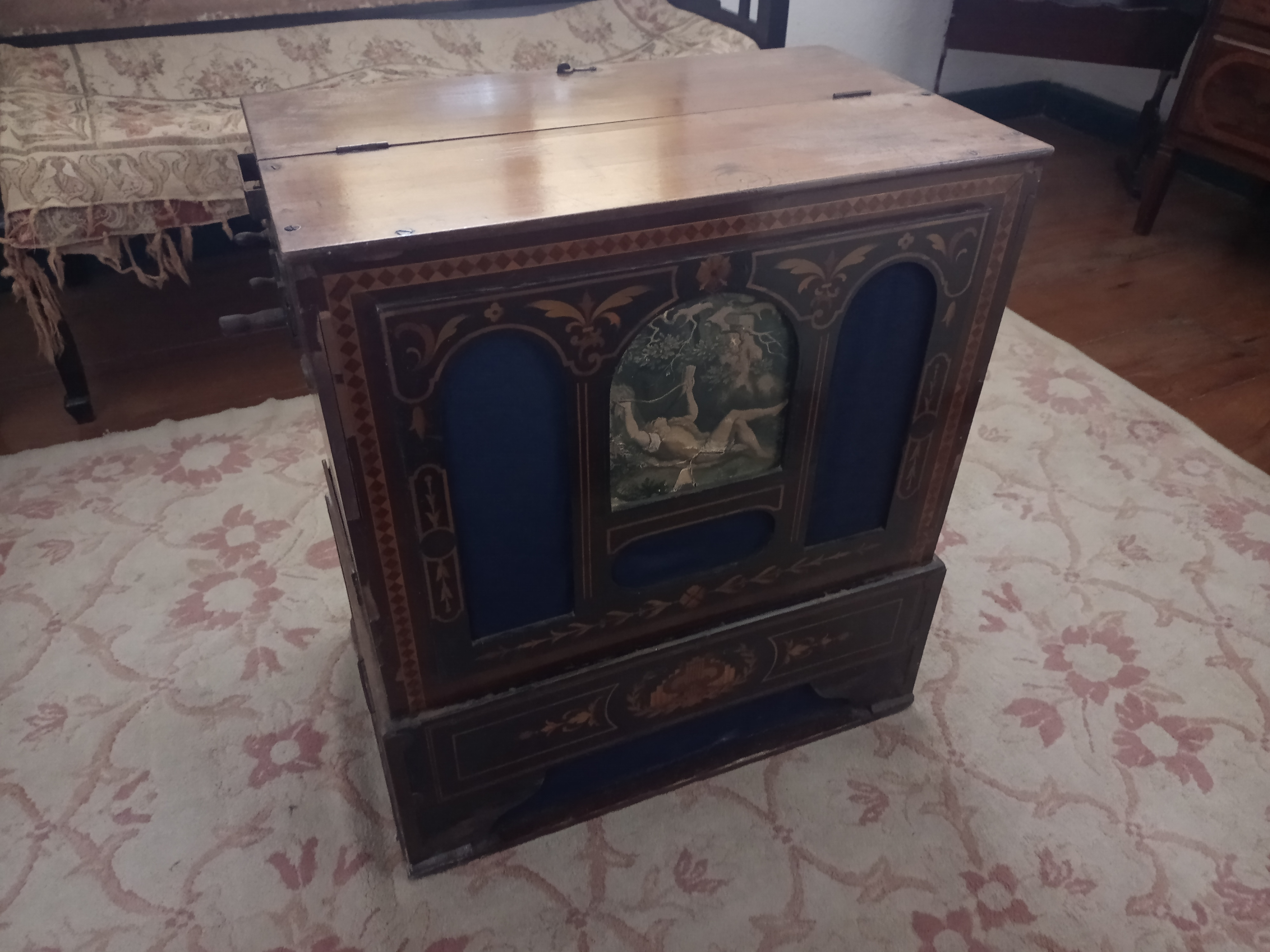
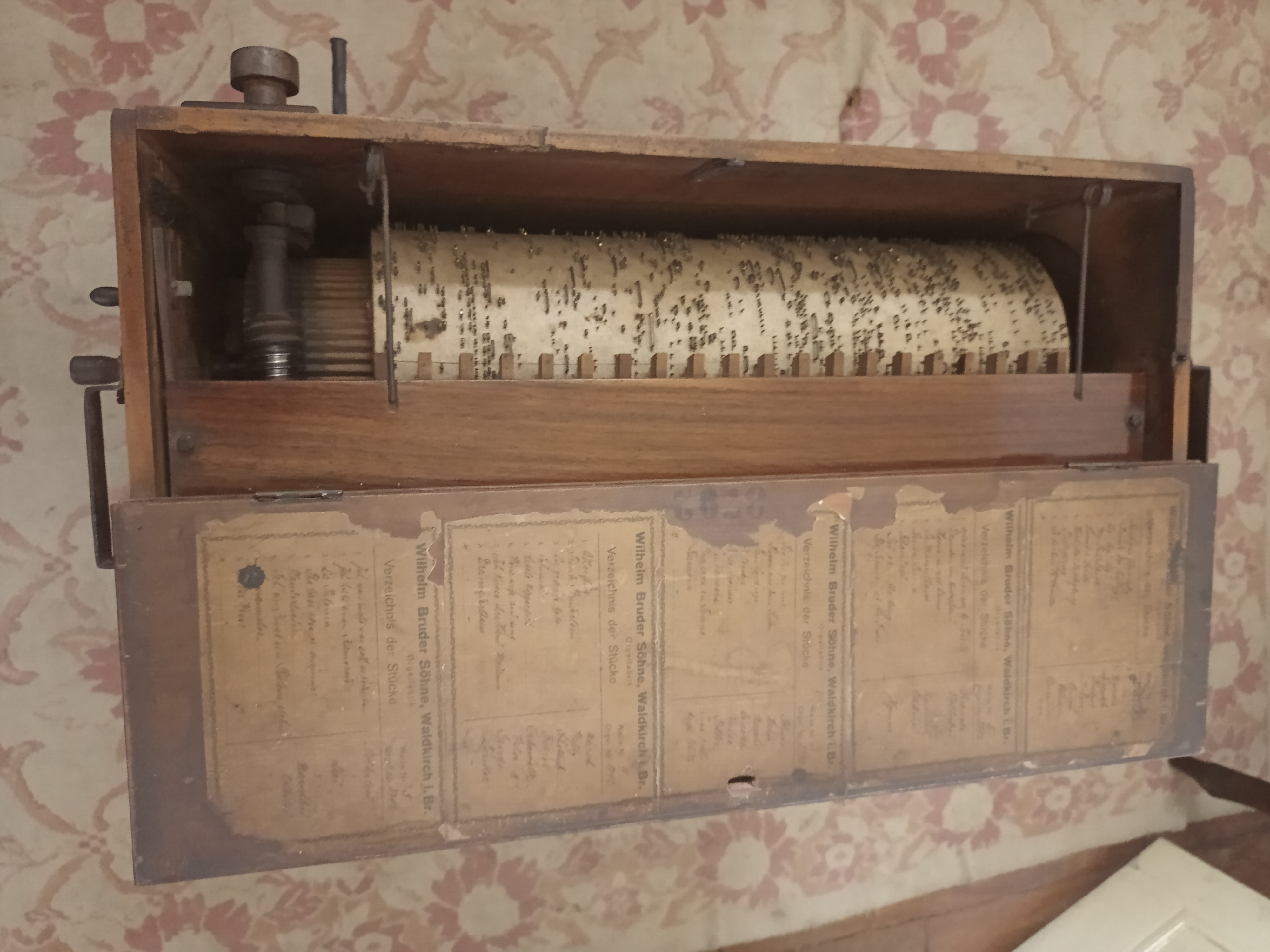
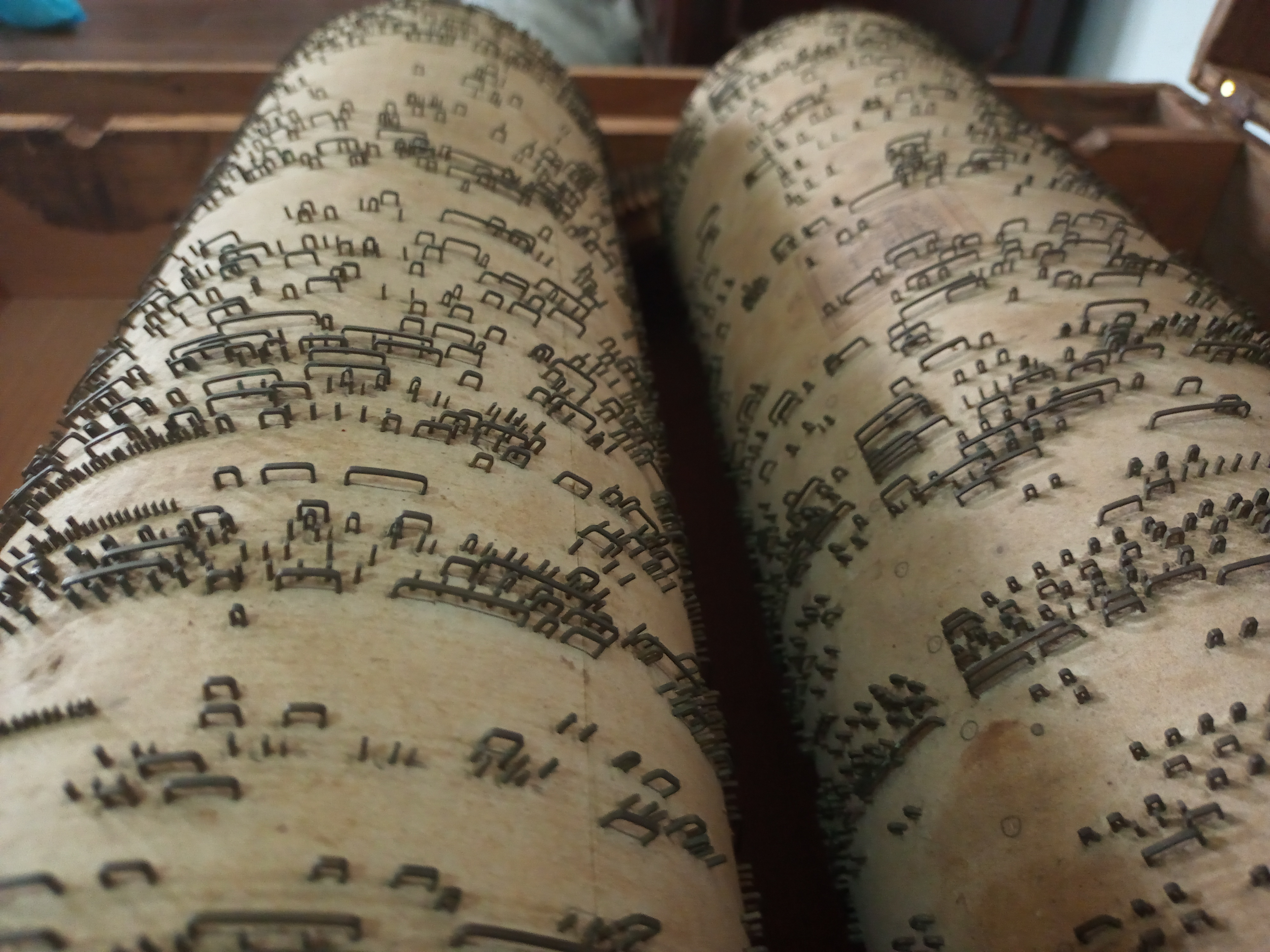
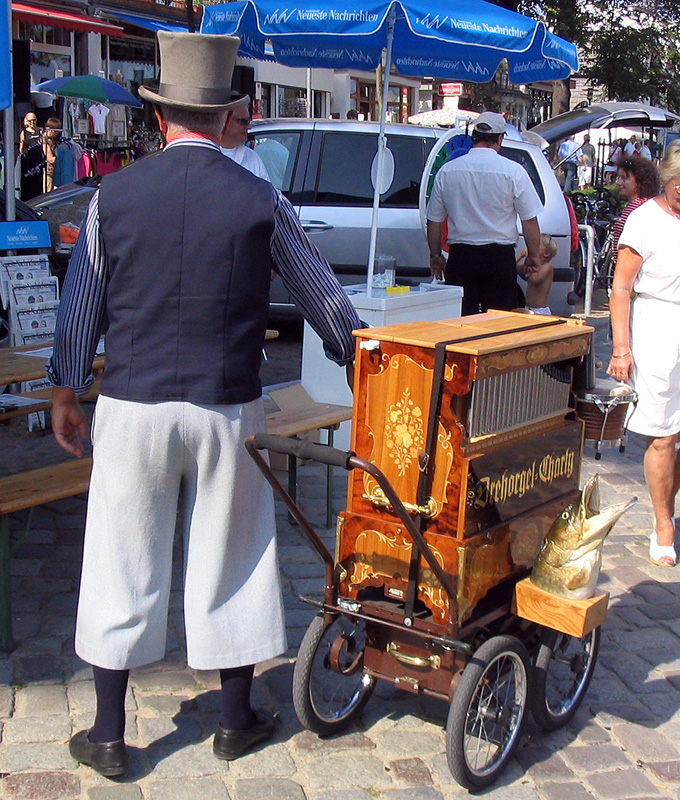